# Саммит ШОС в Москве (2003)
Московский саммит Шанхайской организации сотрудничества (кит. упр. 上海合作组织莫斯科峰会, англ. Moscow summit of the Shanghai Cooperation Organization) — ежегодное заседание Совета глав государств — членов организации, прошедшее в 3-й раз 28—29 мая 2003 года в российской столице.

## Предыстория
В Шанхайской организации сотрудничества на тот момент председательствовал Казахстан и изначально саммит планировалось провести в южной столице республики — Алма-Ате, однако в связи с празднованием 300-летия Санкт-Петербурга — места проведения предыдущего саммита объединения в 2002 году, на которое, кстати говоря, были приглашены и лидеры всех стран — членов ШОС, было решено перенести его в Москву. Так было и когда проходили встречи в формате «Шанхайской пятёрки» в 1997 и 1998 годах в Москве и Алма-Ате соответственно.

## Участники
Страна-хозяйка и лидер выделены жирным шрифтом. Главы остальных государств — членов организации указаны в алфавитном порядке русского языка.
- Россия — президент Владимир Путин (председатель)
- Казахстан — президент Нурсултан Назарбаев
- Китай — председатель Ху Цзиньтао
- Кыргызстан — президент Аскар Акаев
- Таджикистан — президент Эмомали Рахмон
- Узбекистан — президент Ислам Каримов

## Повестка дня
В ходе саммита лидеры стран обсудили актуальные международные вопросы и региональные проблемы, уделили внимание укреплению взаимодействия в борьбе с терроризмом, а также реализации проектов в сфере экономики.
В частности, одним из обсуждаемых вопросов стало развитие транспортного коридора «Север-Юг», который создавался для обеспечения непрерывного транзита контейнерных грузов из Азии в Европу.
Главами стран — участниц были затронуты вопросы борьбы с терроризмом и экстремизмом, в частности особое внимание ими было уделено деятельности Хизб ут-Тахрир.

## Результаты
Главы государств — членов ШОС встретились в Москве в ответственный момент, когда организация входила в период завершения своего организационного становления и начинала функционировать в качестве самостоятельного фактора международной жизни.
По итогам московского саммита завершился организационный период ШОС, и с 1 января 2004 года она начала функционировать как полноценная международная структура, обладающая собственными рабочими механизмами, персоналом и бюджетом.
Был окончательно разработан и принят порядок работы всех органов Шанхайской организации сотрудничества.
Были созданы постоянно действующие органы ШОС: Секретариат организации со штаб-квартирой в Пекине и Региональная антитеррористическая структура (РАТС) (соглашение о её создании было подписано годом раньше в Санкт-Петербурге).
Среди 30 подписанных тогда документов были положения, определяющие функционирование органов организации — положения о Совете глав государств, Совете глав правительств и Совете глав МИД.
Учреждён пост исполнительного (с 1 января 2007 года — генерального) секретаря ШОС, который занял представитель Китая Чжан Дэгуан, приступивший к работе в этой должности с 1 января 2004 года.
Также учреждён и пост директора Исполнительного комитета Региональной антитеррористической структуры ШОС. Первым его занял представитель Узбекистана Вячеслав Касымов, который также с 1 января 2004 года приступил к исполнению своих обязанностей.
Именно к Узбекистану и перешло председательство в организации на период 2003—2004 гг.
По итогам встречи на высшем уровне была принята политическая декларация, в которой зафиксированы конкретные договоренности по развитию сотрудничества в рамках ШОС, а также общие подходы по актуальным международным проблемам.